# 宇津城
宇津城（うつじょう）は、京都府京都市右京区京北下宇津町（旧・丹波国桑田郡宇津荘）にあった中世の日本の城。

## 概要
宇津城は、宇津荘を支配した国人・宇津氏の居城。
下宇津集落の八幡神社背後の山にある城で、標高356m、比高150mの場所に位置する。下宇津集落を挟み、南を流れる桂川に面しているが、日吉ダム対策のための護岸整備に伴って、川沿いの地形は変化している。
築城年代については、大永6年（1526年）に細川高国に味方したとされる宇津頼高の代との推測がある（なお、一次史料で確認できる当時の宇津氏当主の名は、頼高でなく元朝）。

## 沿革
宇津氏は文明年間（1469–1487年）から史料上に姿が見える。
永正8年（1511年）に宇津元朝が細川高国方として出陣するなど、宇津氏は丹波守護である細川高国の被官として活動していた。高国敗死後、宇津氏は細川晴元に従ったが、天文11年（1542年）4月、波多野秀忠と晴元の重臣・三好政長により宇津城が攻められた（『親俊日記』）。
晴元が三好長慶と対立した際は、宇津氏は晴元方に付いている。天文18年（1549年）の江口の戦いで京を追われた晴元は、天文21年（1551年）9月末頃、宇津に入り、この地を本拠とした。同年11月、晴元は波多野秀親に対し、「宇津要害」への入城を求めている。
元亀4年（1573年）、将軍・足利義昭と織田信長が対立する最中、宇津長成が御供衆に任じられ、いざという時の義昭の動座先に宇津が位置づけられている。
天正3年（1575年）、宇津氏や内藤氏、赤井氏の討伐のため、信長が明智光秀を丹波に派遣。天正7年（1579年）7月、宇津城は光秀に攻められ落城した。
その後、宇津城は光秀により一部改修されたが、天正9年（1581年）には周山城の築城が完了しており、これにより宇津城の役割は終わったとされる。

## 遺構
南北30m、東西30mほどの曲輪I（本丸）、その北に南北25m、東西10mほどの曲輪II、さらにその北に南北40m、東西13mほどの曲輪IIIがある。また、曲輪Iの南には腰曲輪IVがあり、山麓から伸びる道がここにつながる。
腰曲輪や、腰曲輪から曲輪Iに入る虎口周辺には石積みがあるが、これらが明智光秀による改修跡とみられる。

## アクセス

### 自動車
- 国道162号を京都市内から北に約40分、周山から宇津方面に向かう[19]。

### バス
- 西日本JRバスで京都駅から周山へ約1時間30分[19][20]、京北ふるさとバスで周山から下宇津へ約15分[19][21]。